# Canon EOS-1D
Die Canon EOS-1D ist eine digitale Spiegelreflexkamera des japanischen Herstellers Canon, die seit Mai 2002 erhältlich ist. Sie wird inzwischen nicht mehr produziert. Der Hersteller richtete sie an professionelle Anwender.

## Geschichte
Die Canon EOS-1D war die erste digitale Spiegelreflexkamera des Herstellers für professionelle Anwender, die der Hersteller selber konzipiert hat (vgl. auch Canon-EOS-Digitalkameras).

## Technische Merkmale
Technisch basiert das Gehäuse der Kamera auf dem analogen Kameramodell Canon EOS-1V. In der Kamera kommt ein CCD-Sensor mit 4,15 Megapixel des japanischen Elektronikkonzerns Panasonic zum Einsatz. Die Kamera erlaubt Serienaufnahmen bis 21 Bilder mit einer Bildfrequenz von bis zu 8 Bildern pro Sekunde sowie mit Hilfe des elektronischen Verschlusses Belichtungszeiten bis zu 1/16.000 s. Als Datenschnittstelle wird IEEE 1394 (FireWire) verwendet.